# Gustaf Romare
Gustaf (Gutte) Emanuel Romare, född 5 december 1896 i Lund, död 11 februari 1964, var en svensk häradshövding och målare.
Han var son till rektorn Stefan Carlsson och Hildegard Romare och från 1923 gift med Svenborg Böös samt var far till Ingela Romare. Romare avlade jur.kand.-examen 1920 och utnämndes till hovrättsråd 1933 och var verksam som häradshövding i Östernärkes domsaga 1938–1957. Som konstnär debuterade han i en utställning med Helsingborgs konstförenings vårsalong 1943. Separat ställde han bland annat ut på Modern konst i hemmiljö i Stockholm, Lilla konstsalongen i Malmö och ett flertal gånger i Örebro. Han medverkade i samlingsutställningar arrangerade av Örebro läns konstförening och Ängelholms konstförening. Hans konst består av landskapsmålningar från Hallands Väderö, Sydafrikanske och Balearerna. Romare finns representerad vid Örebro läns museum.